# Sepicana armata
Sepicana armata är en skalbaggsart som först beskrevs av Xavier Montrouzier 1855.  Sepicana armata ingår i släktet Sepicana och familjen långhorningar. Inga underarter finns listade i Catalogue of Life.